# Opel Admiral (1937)
La Admiral era un'autovettura di lusso prodotta dalla Casa automobilistica tedesca Opel dal 1938 al 1939.

## Profilo e storia
Con la Admiral, la Casa di Rüsselsheim riprese il filone delle auto di lusso, lasciato in sospeso già dal 1929, anno in cui le ultime due vetture di tale fascia, la 3,7 L e la 4,2 L furono tolte di produzione. La Admiral fu appunto il modello destinato a riprendere il cammino della Opel in tale fascia.

### Genesi e debutto
Il progetto fu avviato nel 1934, quando era già in fase avanzata un programma di rinnovamento generale della gamma. Uno degli ultimi tasselli mancanti a questo programma di rinnovamento fu la progettazione e lo sviluppo di una vettura alto di gamma. Come responsabile del progetto venne designato Karl Stief, un ingegnere con alle spalle una grande esperienza maturata presso la casa di Rüsselsheim e in misura inferiore anche presso altri costruttori. Per tornare a rappresentare la fascia di lusso dopo alcuni anni di assenza e soprattutto dopo una grave crisi finanziaria globale, venne intrapresa un'accurata indagine di mercato volta a fotografare gli indici di gradimento della potenziale clientela nei confronti di una vettura di cilindrata compresa fra i 3,5 e i 4 litri. Si valutarono il prezzo dei modelli potenzialmente concorrenti e più venduti, le carrozzerie preferite e così via. Nel frattempo, il gruppo General Motors mise a disposizione della Opel il nuovo motore a 6 cilindri di origine Buick per essere montato nel camion Blitz da 2 tonnellate di carico, un motore da 3,4 litri con distribuzione a valvole in testa, quindi di concezione abbastanza moderna per l'epoca. Di lì a poco nacque l'idea di derivare da questo motore una nuova unità che potesse equipaggiare la nuova ammiraglia di casa Opel. In attesa di realizzare dei prototipi marcianti di questa vettura, i motori appositamente approntati per essa vennero testati proprio usando alcune scocche di camion Blitz. Molte sessioni di test furono protratte fino al raggiungimento dei 50.000 km per ogni motore. Oltre ai test di affidabilità ne vennero condotti altri inerenti al comfort, all'assenza di vibrazioni e all'efficacia dei freni.
Per quanto riguarda il comparto design, gli addetti ai lavori si ispirarono ovviamente alla tendenza stilitica più in voga del momento, e cioè quella relativa alla ricerca aerodinamica e alla sua applicazione in campo automobilistico, un campo in cui anche altri costruttori stavano affacciandosi, come la Peugeot, la Renault, la Adler, la Lancia e la Chrysler. Alla Opel ci si ispirò in parte alle contemporanee Pontiac Streamliner prodotte per il mercato USA, sempre sotto l'egida della General Motors. Due prototipi furono presentati in anteprima al pubblico in occasione del Salone di Berlino tenutosi tra il 20 febbraio e il 7 marzo 1937. Come denominazione si scelse quella di Admiral, in modo da proseguire con i nomi relativi a cariche militari dopo aver iniziato con la Kadett e che proseguirà con la Kapitän del 1938. In seguito ad ulteriori lavori di perfezionamento e messa a punto, solo a settembre si giunse al primo esemplare di preserie, mentre la produzione definitiva in serie non sarebbe stata avviata che due mesi dopo, a dicembre, con le prime consegne che si avranno invece nel febbraio del 1938.

#### Design interno ed esterno

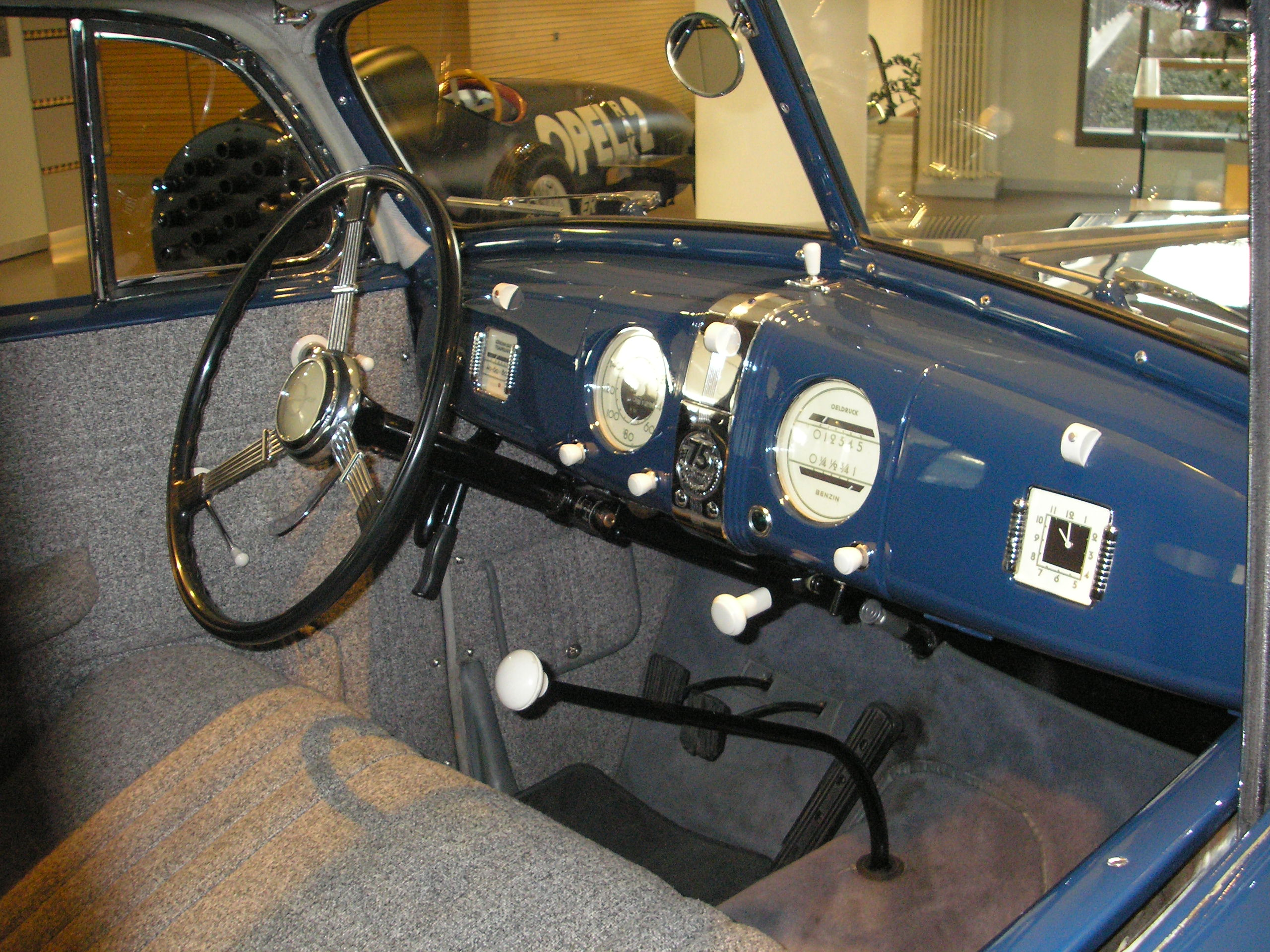
Vista del posto guida di una Admiral

Il modello Streamliner della Pontiac fu solo la fonte iniziale di ispirazione per i designer della Opel: in realtà l'intento fu quello di realizzare una carrozzeria dai tratti più moderni, più profilata ma senza gli eccessi tipici di alcune case francesi. Ne derivò quindi un corpo vettura dalle forme arrotondate ed aerodinamiche, disponibile sia come berlina che come cabriolet (in entrambi i casi a quattro porte), con proiettori anteriori di forma ovale e semi-inglobati nel cofano motore, ma non nei parafanghi, com'era invece tipico di altri modelli contemporanei. La calandra dal disegno "a cascata" conferiva imponenza alla vista frontale, mentre il parabrezza era diviso in due. Gli stessi parafanghi, sia anteriori che posteriori, furono disegnati in modo da essere particolarmente avvolgenti. La vista laterale permette di scorgere l'apertura ad armadio delle portiere, attraverso le quali si poteva accedere nell'ampio abitacolo in grado di offrire spazio per sei persone su due divani rivestiti in panno pregiato con moquette sul pavimento. Il tunnel della trasmissione non interferiva con il livello di abitabilità in quanto praticamente assente dallo spazio riservato agli occupanti. Il posto guida era caratterizzato dal volante a tre razze e dalla strumentazione quasi del tutto raccolta nella zona centrale, dove si trovavano il tachimetro e gli indicatori della pressione dell'olio e del livello del carburante. Più a destra era presente un orologio di forma quadrangolare, mentre dietro al volante era presente il termometro.

#### Struttura, meccanica e motori

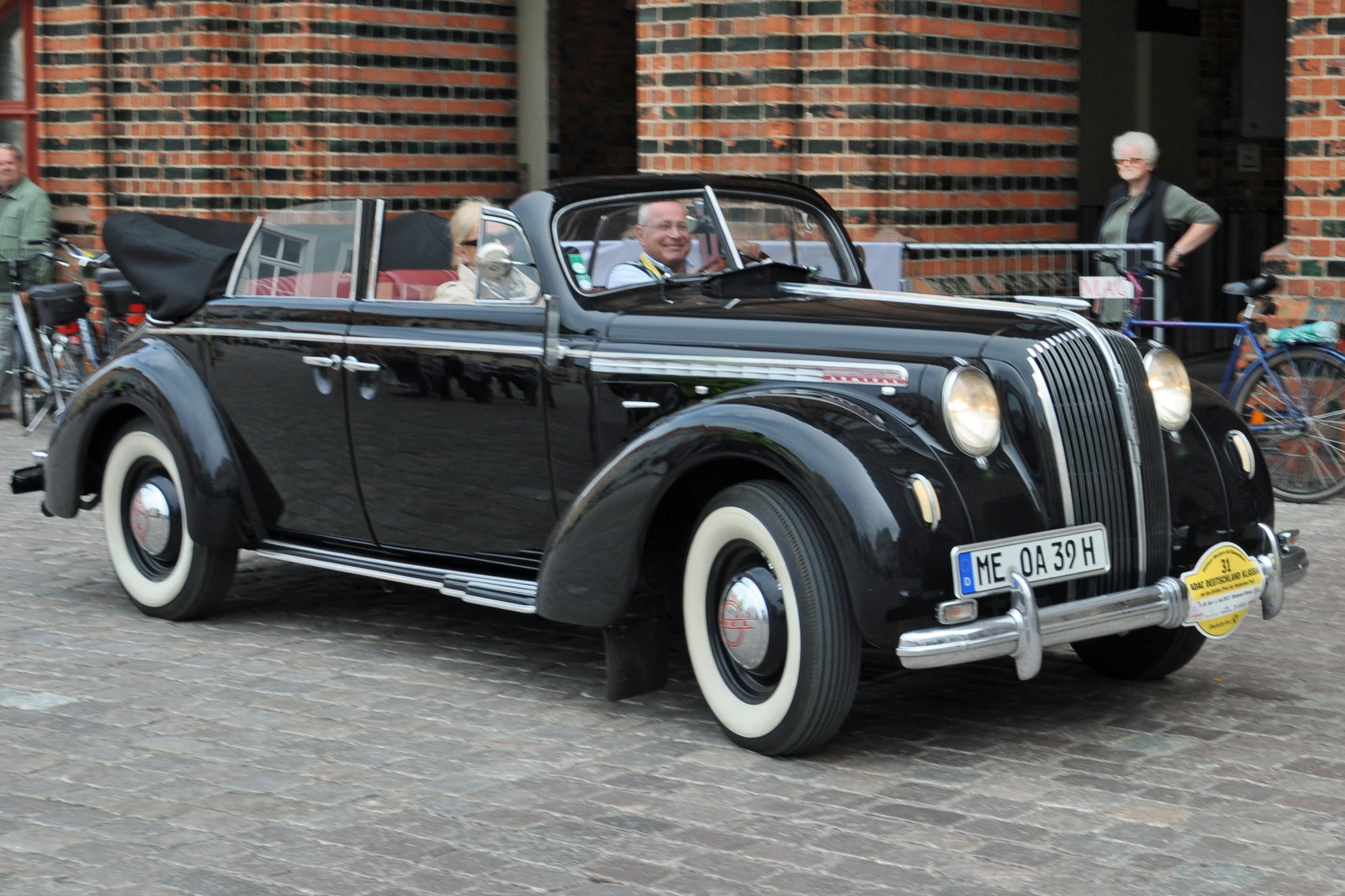
Una Admiral cabriolet

Ad un impatto stilistico piuttosto moderno facevano da contraltare alcune soluzioni tecniche piuttosto tradizionali: tra queste vi era l'uso del telaio separato dalla carrozzeria e non a scocca portante. Tale telaio era in acciaio, del tipo a longheroni e traverse ad X. La carrozzeria, fra l’altro, non era in acciaio come invece alcuni costruttori europei stavano cominciando ad utilizzare, bensì ancora in legno. Un'altra soluzione non più moderna, specie per una vettura della classe della Admiral, era il cambio a sole tre marce.
Tra le soluzioni tecniche che all'epoca potevano invece essere definite moderne erano invece il motore, un 6 cilindri in linea da 3623 cm³ con distribuzione a valvole in testa. Tale motore erogava 75 CV a 3200 giri/min, con una punta di coppia massima di 210 N·m a 1700 giri/min. Tale propulsore, chiamato a spingere una massa di oltre 16 quintali a vuoto, poteva garantire una velocità massima di 132 km/h. Un'altra soluzione tecnica che all'epoca poteva essere considerata moderna stava nell'avantreno a ruote indipendenti, con schema Dubonnet, molle elicoidali ed ammortizzatori idraulici. Il retrotreno era invece a ponte rigido, con balestre semiellittiche e nuovamente ammortizzatori idraulici, mentre lo sterzo era a vite e rullo e l'impianto frenante era a tamburi con azionamento idralico.

### Produzione
La Admiral fu prodotta fino al 1939 in 6.404 esemplari, di cui 3.500 berline, 2.314 cabriolet e 590 telai nudi per allestimenti speciali, tra cui alcune carrozzerie limousine e roadster. Lo scoppio della Seconda guerra mondiale interruppe la produzione della Admiral, il cui nome verrà però ripreso 25 anni dopo dalla nuova generazione di questa ammiraglia.